# ディキシー・ステーション
ディキシー・ステーション（英: Dixie Station）は、ベトナム戦争中、南シナ海上のメコンデルタ沖に位置していたアメリカ海軍の洋上拠点である。ここから航空母艦がアメリカ陸軍およびベトナム共和国陸軍の地上部隊に対する近接航空支援を実施した。拠点はカムラン湾の南東約130km、北緯11度・東経110度、水深約600メートルの地点に位置していた。
この拠点は1965年5月15日に設置され、複数の空母が展開したヤンキー・ステーションの南方単独運用版として機能した。ヤンキー・ステーションでは北ベトナムに対する攻撃が主に行われ、標的の選定にはアメリカ合衆国大統領のリンドン・ジョンソンおよびロバート・マクナマラ国防長官が直接関与するなど、交戦規定が極めて厳しかった。これに対し、ディキシー・ステーションでは南ベトナム国内のゲリラに対し、地上部隊からの要請に応じて即時の航空支援が行われた。航空部隊は通常、地上に配置された前線航空管制担当者によってリアルタイムで誘導された。
名称「ディキシー」は、「ヤンキー」との対比で採用されたもので、アメリカ合衆国内の北部（ヤンキー）と南部（ディキシー）を指す俗称にちなんでいる。北を爆撃するヤンキー・ステーションに対し、南を支援するディキシー・ステーションという構図が表現されていた。
この海域における空母の支援活動は、地上基地からの航空機が十分配備されたことにより1966年8月3日をもって終了した。一方、ヤンキー・ステーションの運用は1973年8月まで継続された。